# Karl Rickelt

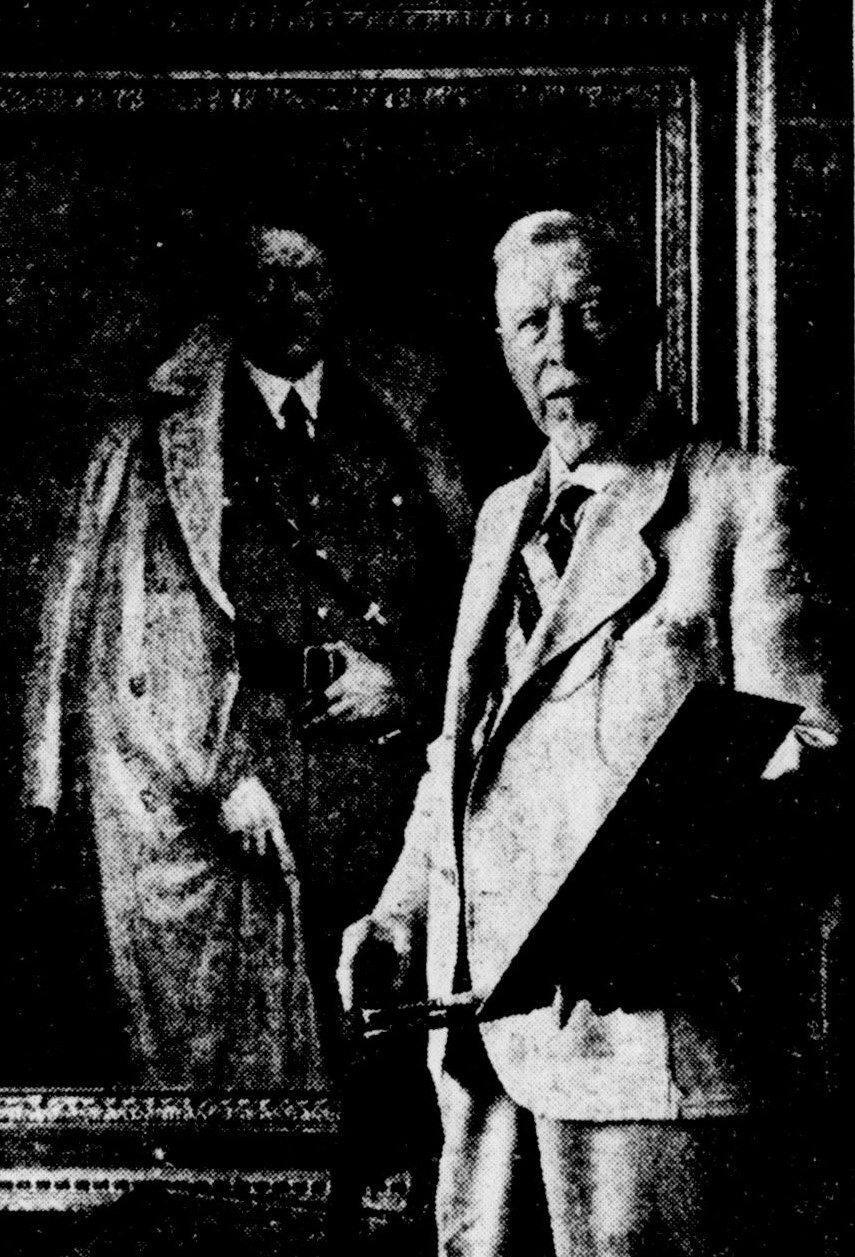
Karl Rickelt 1937 vor einem von ihm geschaffenen Bildnis Adolf Hitlers

Karl Rickelt (* 25. September 1857 in Lippstadt; † 24. Januar 1944 in München) war ein deutscher  Kunstmaler und Illustrator. 

## Werdegang
Nach der ersten künstlerischen Ausbildung in Lippstadt und Münster ging Rickelt 1877 nach München, um dort die Kunstschule zu besuchen. Im April 1878 trat er als Schüler von Ludwig von Löfftz in die Akademie der Bildenden Künste ein. Im Matrikel-Buch von 1878 der Akademie  erscheint Karl Rickelt mit dem Eintrittsdatum 30. April 1878. 1911 heiratete er in Berlin Maria Lauff (1866–1949).

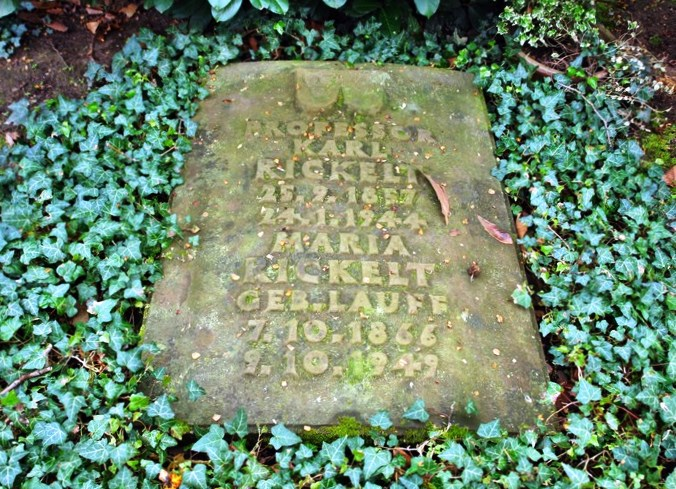
Grab auf dem Friedhof Melaten

Rickelt war Mitglied der Münchner Künstlergenossenschaft und des Reichsverbands Bildender Künstler Deutschlands in Berlin. Er malte Genrebilder und hat auch viel illustriert. Rickelt galt als der fleißigste und beliebteste „Führer-Maler“. Zwischen 1923 und 1944 malte Rickelt  29 Bildnisse von Adolf Hitler in unterschiedlichen Posen. Als Dank wurde ihm 1942 von Gauleiter Paul Giesler die vom Führer verliehene Goethe-Medaille für Kunst und Wissenschaft überreicht. Ein weiteres Führer-Porträt Rickelts „Adolf Hitler, Öl auf Leinwand“ wurde als Geschenk der Gemeinde Solln überreicht, am Rahmen mit einem Schild und dem Text »Ehrengabe der Gemeinde Solln für Oberbürgermeister Pg. Karl Fiehler anlässlich der Eingemeindung von Solln in die Hauptstadt der Bewegung am 1.12.1938«.
Seine Grabstätte befindet sich auf dem Kölner Friedhof Melaten (Flur 42 Nr. 5).

## Arbeiten als Maler
- Stilleben mit Schwertlilien, Pfingstrosen und Henkeltopf[4]
- Eines seiner größeren Werke waren 1886 die Gemälde für den gotischen Saal der am Drachenfels erbauten Drachenburg des Barons Stephan von Sarter am Rhein. In lebensgroßen Figuren stellte Rickelt Kölner Patrizier in einem Turnier unter Maximilian I dar. Die bekannte Zeitschrift Kunst für Alle machte im Februar 1887 diese Arbeit Nickels einem breiten Publikum zugänglich.
- 1903 Porträt von Hugo Wolf, das 1906 in Stuttgart ausgestellt wurde und große Anerkennung fand
- 1935 Bildnis Hitlers, Öl auf Leinwand, 148 × 113 cm, aus der Sammlung Hermann Göring, 1949 im Central Collecting Point Wiesbaden vernichtet[5] (vermutlich ausgestellt auf der Großen deutschen Kunstausstellung, München 1934, Katalog Nr. 563a.)

## Arbeiten als Illustrator
Er arbeitete schon früh als Illustrator. So zeichnete er für die „Schützenzeitung“ und illustrierte die Prachtausgabe von Julius Wolffs Der wilde Jäger. Zu seinen Hauptwerken gehört die 1896 erschienene Prachtausgabe des von Friedrich Wilhelm Webers verfassten Buchs Dreizehnlinden.